# カラーでよみがえる東京 〜不死鳥都市の100年〜
『カラーでよみがえる東京〜不死鳥都市の１００年〜』は、2014年10月19日のNHK 総合 21:00 - 22:13 にNHKスペシャルで初回放送された歴史・紀行番組である。

## 出演者
【語り】松平定知、八千草薫、糸博、中村秀利、宗矢樹頼、樫井笙人、七緒はるひ

## 放送履歴
| 回数 | 放送日         | 放送時間      | チャンネル | 備考 |
| ---- | -------------- | ------------- | ---------- | ---- |
| 1    | 2014年10月19日 | 21:00 - 22:13 | 総合       |      |
| 2    | 2014年10月23日 | 00:40 -01:53  | 総合       |      |
| 3    | 2015年1月1日   | 16:45 - 17:58 | 総合       |      |
| 4    | 2015年2月11日  | 09:05 - 10:18 | 総合       |      |

## カラーでよみがえる東京
NHK 総合（GTV）とNHK BSプレミアム（BSP）で不定期に放送されている3分間の番組。2015年3月30日のNHK 総合 03:40 - 04:10 に全10回を集中放送した。
| 回     | 放送日         | 放送時間      | タイトル                               | 備考  |
| ------ | -------------- | ------------- | -------------------------------------- | ----- |
| 1      | 2015年3月30日  | 03:40 - 03:43 | 日本橋～百年の時を刻む～               | 初回  |
| 2      | 2015年3月30日  | 03:43 - 03:46 | 秋葉原～知られざる銅像～               | 初回  |
| 3      | 2015年3月30日  | 03:46 - 03:49 | 日比谷・丸の内～帝都の表玄関～         | 初回  |
| 4      | 2015年3月30日  | 03:49 - 03:52 | 銀座～モダン華やぐ街～                 | 初回  |
| 5      | 2015年3月30日  | 03:52 - 03:55 | 浅草～盛り場の試練～                   | 初回  |
| 6      | 2015年3月30日  | 03:55 - 03:58 | 上野公園～西郷さんは見ていた～         | 初回  |
| 7      | 2015年3月30日  | 03:58 - 04:01 | 上野周辺～戦後復興はこうして始まった～ | 初回  |
| 8      | 2015年3月30日  | 04:01 - 04:04 | 皇居前広場～人々は集う～               | 初回  |
| 9      | 2015年3月30日  | 04:04 - 04:07 | 神宮外苑～雨のち晴れ～                 | 初回  |
| 10     | 2015年3月30日  | 04:07 - 04:10 | 隅田川～水の都を映して～               | 初回  |
| （6）  | 2015年4月11日  | 04:10 - 04:13 | 上野公園～西郷さんは見ていた～         | 2度目 |
| （2）  | 2015年4月11日  | 12:42 - 12:45 | 秋葉原～知られざる銅像～               | 2度目 |
| （4）  | 2015年4月16日  | 13:52 - 13:55 | 銀座～モダン華やぐ街～                 | 2度目 |
| （8）  | 2015年8月15日  | 12:42 - 12:45 | 皇居前広場～人々は集う～               | 2度目 |
| （1）  | 2015年9月5日   | 04:05 - 04:08 | 日本橋～百年の時を刻む～               | 2度目 |
| （1）  | 2015年10月19日 | 13:52 - 13:55 | 日本橋～百年の時を刻む～               | 3度目 |
| （2）  | 2015年10月20日 | 13:52 - 13:55 | 秋葉原～知られざる銅像～               | 3度目 |
| （3）  | 2015年10月21日 | 13:52 - 13:55 | 日比谷・丸の内～帝都の表玄関～         | 2度目 |
| （4）  | 2015年10月22日 | 13:52 - 13:55 | 銀座～モダン華やぐ街～                 | 3度目 |
| （5）  | 2015年10月23日 | 13:52 - 13:55 | 浅草～盛り場の試練～                   | 2度目 |
| （6）  | 2015年10月24日 | 12:42 - 12:45 | 上野公園～西郷さんは見ていた～         | 3度目 |
| （10） | 2015年11月6日  | 13:52 - 13:55 | 隅田川～水の都を映して～               | 2度目 |
| （1）  | 2015年11月21日 | 11:22 - 11:25 | 日本橋～百年の時を刻む～               | 4度目 |
| （5）  | 2015年12月1日  | 10:47 - 10:50 | 浅草～盛り場の試練～                   | 3度目 |
| （9）  | 2015年12月2日  | 13:52 - 13:55 | 神宮外苑～雨のち晴れ～                 | 2度目 |
| （7）  | 2015年12月16日 | 15:55 - 15:58 | 上野周辺～戦後復興はこうして始まった～ | 2度目 |
| （1）  | 2015年12月23日 | 06:22 - 06:25 | 日本橋～百年の時を刻む～               | 5度目 |
| （1）  | 2016年1月3日   | 11:50 - 11:53 | 日本橋～百年の時を刻む～               | 6度目 |
| （1）  | 2016年1月4日   | 13:52 - 13:55 | 日本橋～百年の時を刻む～               | 7度目 |
| （2）  | 2016年1月5日   | 13:52 - 13:55 | 秋葉原～知られざる銅像～               | 4度目 |
| （5）  | 2016年1月25日  | 13:52 - 13:55 | 浅草～盛り場の試練～                   | 4度目 |
| （1）  | 2016年1月27日  | 13:52 - 13:55 | 日本橋～百年の時を刻む～               | 8度目 |
| （4）  | 2016年4月8日   | 11:50 - 11:53 | 銀座～モダン華やぐ街～                 | 4度目 |

| 回    | 放送日         | 放送時間      | タイトル                               | 備考  |
| ----- | -------------- | ------------- | -------------------------------------- | ----- |
| 1     | 2015年9月1日   | 16:57 - 17:00 | 日本橋～百年の時を刻む～               | 初回  |
| 2     | 2015年9月10日  | 14:57 - 15:00 | 上野周辺～戦後復興はこうして始まった～ |       |
| 3     | 2015年9月22日  | 15:57 - 16:00 | 皇居前広場～人々は集う～               |       |
| 4     | 2015年9月30日  | 15:57 - 16:00 | 神宮外苑～雨のち晴れ～                 |       |
| （1） | 2015年10月2日  | 14:55 - 14:58 | 日本橋～百年の時を刻む～               | 2度目 |
| 5     | 2016年9月9日   | 11:51 - 11:54 | 秋葉原～知られざる銅像～               | 初回  |
| （5） | 2016年12月14日 | 17:57 - 18:00 | 秋葉原～知られざる銅像～               | 2度目 |
| 6     | 2017年1月26日  | 17:54 - 17:57 | 日比谷・丸の内～帝都の表玄関～         |       |
| 7     | 2017年2月3日   | 14:49 - 14:52 | 上野公園～西郷さんは見ていた～         |       |
| 8     | 2017年2月3日   | 14:52 - 14:55 | 隅田川～水の都を映して～               | 初回  |
| （8） | 2017年6月1日   | 11:03 - 11:06 | 隅田川～水の都を映して～               | 2度目 |
| （2） | 2017年6月1日   | 11:06 - 11:09 | 上野周辺～戦後復興はこうして始まった～ |       |